# Beach House (singel The Chainsmokers)
Beach House – dziewiąty singel z drugiego albumu studyjnego o nazwie Sick Boy amerykańskiego duetu producenckiego The Chainsmokers. Singel został wydany 16 listopada 2018 roku za pośrednictwem wytwórni Disruptor i Columbia Records.

## Teledysk
W dniu premiery został opublikowany teledysk w reżyserii Jeremiaha Davisa.
W nim widzimy Andrew Taggarta stojącego na wzgórzu i śpiewającego piosenkę. Oprócz niego teledysk ukazuje również różnych ludzi i krajobrazy.

## Lista utworów
| Digital download | Digital download               | Digital download |
| Nr               | Tytuł utworu                   | Długość          |
| ---------------- | ------------------------------ | ---------------- |
| 1.               | „Beach House”                  | 3:27             |
| 2.               | „Beach House (Ashworth Remix)” | 3:27             |

## Notowania
| Wykres (2018)                      | Pozycja |
| ---------------------------------- | ------- |
| Australia (ARIA)                   | 89      |
| Austria (Ö3 Austria Top 40)        | 46      |
| Czechy (Singles Digitál Top 100)   | 44      |
| Niemcy (Official German Charts)    | 92      |
| Grecja (IFPI)                      | 83      |
| Węgry (Stream Top 40)              | 35      |
| Irlandia (IRMA)                    | 74      |
| Nowa Zelandia (RMNZ)               | 2       |
| Słowacja (Singles Digitál Top 100) | 54      |
| Szwecja (Sverigetopplistan)        | 56      |
| Szwajcaria (Schweizer Hitparade)   | 93      |
| Stany Zjednoczone (Billboard)      | 10      |